# Walter Avogadri
Walter Avogadri (Covo, 27 de janeiro de 1948) é um desportista italiano que competiu em ciclismo na modalidade de pista. Ganhou uma medalha de bronze no Campeonato Mundial de Ciclismo em Pista de 1976, na prova de médio fundo.

## Medalheiro internacional
| Campeonato Mundial | Campeonato Mundial           | Campeonato Mundial | Campeonato Mundial |
| Ano                | Lugar                        | Medalha            | Competição         |
| ------------------ | ---------------------------- | ------------------ | ------------------ |
| 1976               | Monteroni di Lecce ( Itália) | Medalha de bronze  | Médio fundo (P)    |